# 埃米利亚诺·马萨
埃米利亚诺·马萨（西班牙語：Emiliano Massa；1988年12月5日—），是一位阿根廷已退役網球運動員，在2005年10月3日取得個人單打排名新高的845名，而最高雙打排名則是在2006年3月6日取得的第763名。

## 網球生涯
埃米利亚诺·马萨是另一位職業網球員埃德加多·马萨的弟弟。他在2004年贏得橘子碗国际网球锦标赛16歲以下單打冠軍，2005年與萊昂納多·梅耶爾一起贏得兩項ITF希望賽雙打冠軍，以及一起贏得2005年法網青年組雙打冠軍，及在2006年夥拍錦織圭贏得法網青年組雙打冠軍。他亦是青年台維斯盃的阿根廷代表。
在ATP巡迴賽中，他共有一次參賽紀錄，是2006年阿根廷网球公开赛與萊昂納多·梅耶爾一起取得雙打外卡。他們在第一輪便被淘沃出局。
他在網球生涯在2006年因為肩傷而中斷，之後在2010年短暫復出。

## 青年大滿貫決賽

### 雙打
| 賽果 | 年份 | 賽事 | 地面 | 拍擋            | 對手                                 | 比分          |
| ---- | ---- | ---- | ---- | --------------- | ------------------------------------ | ------------- |
| 冠軍 | 2005 | 法網 | 泥地 | 萊昂納多·梅耶爾 | 謝爾蓋·納扎羅維奇·布卡 熱雷米·夏爾迪 | 2–6, 6–3, 6–4 |
| 冠軍 | 2006 | 法網 | 泥地 | 錦織圭          | 阿尔图尔·切尔诺夫 瓦列里·鲁德涅夫    | 2–6, 6–1, 6–2 |

## 外部連結
- 埃米利亚诺·马萨（英文/西班牙文）的官方資料